# 四惠桥
39°54′29″N 116°29′21″E / 39.9081047°N 116.4890384°E

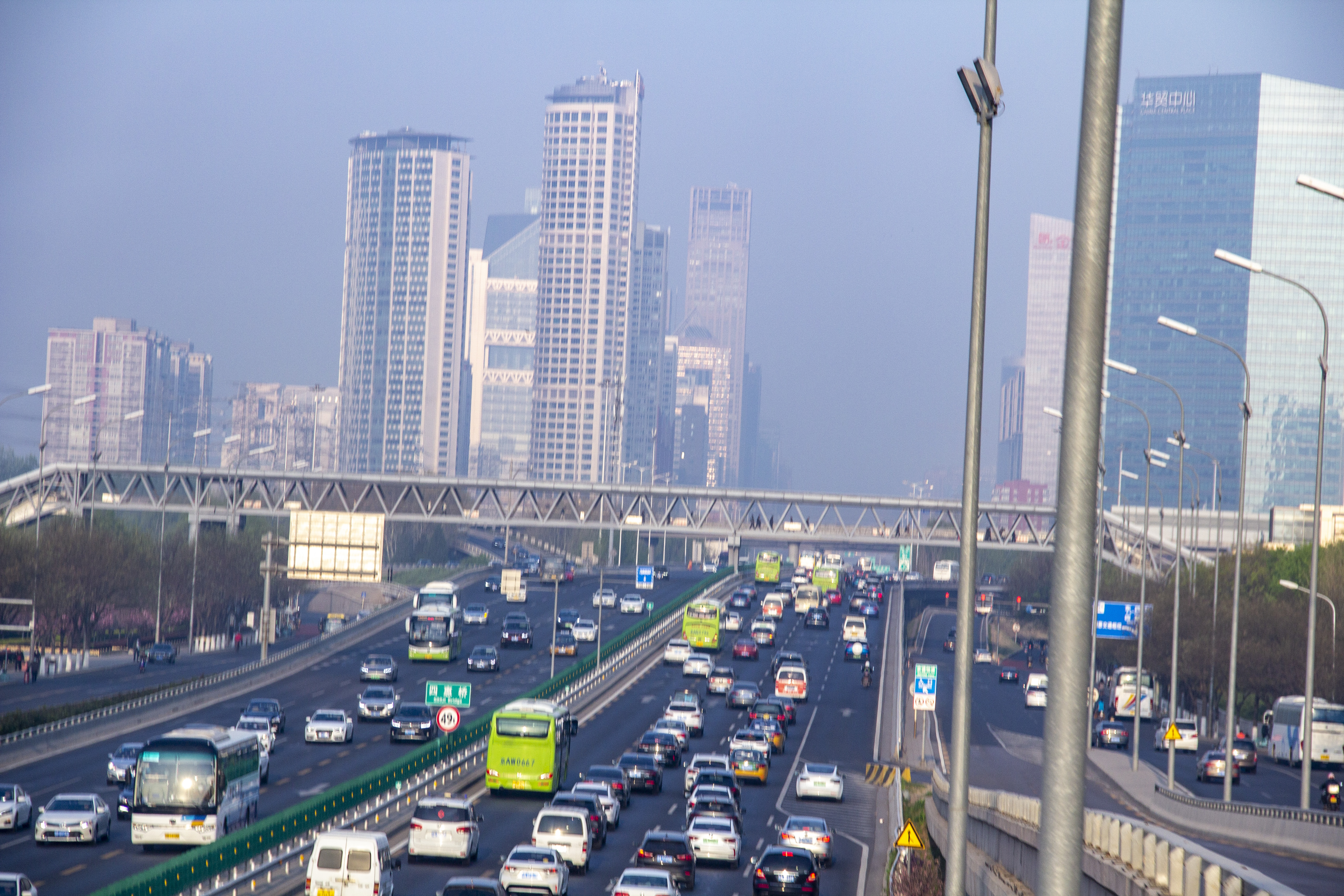
早高峰时，四惠桥上的汽车

四惠桥是北京四环路、建国路－京通快速路、通惠河北路相交处的一座非常复杂的大型立交桥。这里是北京交通拥堵较为严重的地区之一。

## 邻近地点
- 四惠
  - 四惠站
  - 四惠交通枢纽